# Mistrovství světa v šermu 2013
Mistrovství světa v šermu za rok 2013 se konalo v Budapešti v Maďarsku ve dnech 5. až 12. srpna.

## Výsledky mužů
|                     | Zlato                                                                             | Stříbro                                                                                            | Bronz                                                                      | Bronz                                                                      |
| ------------------- | --------------------------------------------------------------------------------- | -------------------------------------------------------------------------------------------------- | -------------------------------------------------------------------------- | -------------------------------------------------------------------------- |
| Šerm kordem         | Nikolaj Novosjolov (EST)                                                          | Rubén Limardo (VEN)                                                                                | Pavel Suchov (RUS)                                                         | Fabian Kauter (SUI)                                                        |
| Šerm fleretem       | Miles Chamley-Watson (USA)                                                        | Artur Achmatchuzin (RUS)                                                                           | Valerio Aspromonte (ITA)                                                   | Rostyslav Hercyk (UKR)                                                     |
| Šerm šavlí          | Veniamin Rešetnikov (RUS)                                                         | Nikolaj Kovaljov (RUS)                                                                             | Tiberiu Dolniceanu (ROU)                                                   | Áron Szilágyi (HUN)                                                        |
| Družstvo kordistů   | Maďarsko (HUN) Gábor Boczkó Géza Imre András Rédli Péter Szényi                   | Ukrajina (UKR) Anatolij Herej Dmytro Karjučenko Vitalij Medveděv Bohdan Nikišyn                    | Francie (FRA) Alexandre Blaszyck Daniel Jérent Ulrich Robeiri Iván Trevejo | Francie (FRA) Alexandre Blaszyck Daniel Jérent Ulrich Robeiri Iván Trevejo |
| Družstvo fleretistů | Itálie (ITA) Valerio Aspromonte Giorgio Avola Andrea Baldini Andrea Cassarà       | Spojené státy americké (USA) Miles Chamley-Watson Race Imboden Alexander Massialas Gerek Meinhardt | Francie (FRA) Jérémy Cadot Erwann Le Péchoux Enzo Lefort Marcel Marcilloux | Francie (FRA) Jérémy Cadot Erwann Le Péchoux Enzo Lefort Marcel Marcilloux |
| Družstvo šavlistů   | Rusko (RUS) Kamil Ibragimov Nikolaj Kovaljov Veniamin Rešetnikov Alexej Jakimenko | Rumunsko (ROU) Alin Badea Tiberiu Dolniceanu Ciprian Gălățanu Iulian Teodosiu                      | Jižní Korea (KOR) Ku Pon-kil Kim Čong-hwan O Un-sok Won Čun-ho             | Jižní Korea (KOR) Ku Pon-kil Kim Čong-hwan O Un-sok Won Čun-ho             |

## Výsledky žen
|                      | Zlato                                                                                     | Stříbro                                                                                   | Bronz | Bronz |
| -------------------- | ----------------------------------------------------------------------------------------- | ----------------------------------------------------------------------------------------- | --- | --- |
| Šerm kordem          | Julija Běljajevová (EST)                                                                  | Anna Sivkovová (RUS)                                                                      | Britta Heidemannová (GER)                                                                                     | Emese Szászová (HUN)                                                                                          |
| Šerm fleretem        | Arianna Errigová (ITA)                                                                    | Carolin Golubytskyi (GER)                                                                 | Elisa Di Franciscaová (ITA)                                                                                   | Inna Deriglazovová (RUS)                                                                                      |
| Šerm šavlí           | Olha Charlanová (UKR)                                                                     | Jekatěrina Ďjačenková (RUS)                                                               | Kim Či-jon (KOR)                                                                                              | Irene Vecchiová (ITA)                                                                                         |
| Družstvo kordistek   | Rusko (RUS) Taťjana Andrjušinová Violetta Kolobovová Anna Sivkovová Jana Zverevová        | Čína (CHN) Chou Jing-ming Luo Siao-ťüan Sun I-wen Sü An-čchi                              | Rumunsko (ROU) Simona Popová Ana-Maria Popescuová Raluca Sbîrciaová Maria Udreaová                            | Rumunsko (ROU) Simona Popová Ana-Maria Popescuová Raluca Sbîrciaová Maria Udreaová                            |
| Družstvo fleretistek | Itálie (ITA) Elisa Di Franciscaová Carolina Erbaová Arianna Errigová Valentina Vezzaliová | Francie (FRA) Anita Blazeová Astrid Guyartová Corinne Maîtrejeanová Ysaora Thibusová      | Rusko (RUS) Julija Birjukovová Inna Deriglazovová Larisa Korobejnikovová Diana Jakovlevová                    | Rusko (RUS) Julija Birjukovová Inna Deriglazovová Larisa Korobejnikovová Diana Jakovlevová                    |
| Družstvo šavlistek   | Ukrajina (UKR) Olha Charlanová Alina Komaščuková Halyna Pundyková Olena Voroninová        | Rusko (RUS) Jekatěrina Ďjačenková Jana Jegorjanová Dina Galiakbarovová Julija Gavrilovová | Spojené státy americké (USA) Ibtihaj Muhammadová Anne-Elizabeth Stoneová Dagmara Wozniaková Mariel Zagunisová | Spojené státy americké (USA) Ibtihaj Muhammadová Anne-Elizabeth Stoneová Dagmara Wozniaková Mariel Zagunisová |

## Pořadí národů
|     | Země                         | Zlato | Stříbro | Bronz | Celkem |
| --- | ---------------------------- | ----- | ------- | ----- | ------ |
| 1.  | Rusko (RUS)                  | 3     | 5       | 3     | 11     |
| 2.  | Itálie (ITA)                 | 3     | 0       | 3     | 6      |
| 3.  | Ukrajina (UKR)               | 2     | 1       | 1     | 4      |
| 4.  | Estonsko (EST)               | 2     | 0       | 0     | 0      |
| 5.  | Spojené státy americké (USA) | 1     | 1       | 1     | 3      |
| 6.  | Maďarsko (HUN)               | 1     | 0       | 2     | 3      |
| 7.  | Francie (FRA)                | 0     | 1       | 2     | 3      |
| 7.  | Rumunsko (ROU)               | 0     | 1       | 2     | 3      |
| 9.  | Německo (GER)                | 0     | 1       | 1     | 2      |
| 10. | Čína (CHN)                   | 0     | 1       | 0     | 1      |
| 10. | Venezuela (VEN)              | 0     | 1       | 0     | 1      |
| 12. | Jižní Korea (KOR)            | 0     | 0       | 2     | 2      |
| 13. | Švýcarsko (SUI)              | 0     | 0       | 1     | 0      |

## Česká reprezentace
- Kord mužů – Jiří Beran, Martin Čapek, Richard Pokorný, Julián Seidl
- Fleret mužů – Alexander Choupenitch, Václav Kundera, Jiří Kurfürst, Jan Krejčík
- Šavle mužů – Jan Doležal, Jan Hoschna

- Kord žen – Dominika Doubová, Martina Olexová, Daniela Doubová, Michala Pechovová
- Fleret žen – bez zastoupení
- Šavle žen – Klára Hanzlíková